# Rhabdamia nigrimentum
Rhabdamia nigrimentum és una espècie de peix pertanyent a la família dels apogònids.

## Descripció
- Pot arribar a fer 5,5 cm de llargària màxima.[6]

## Hàbitat
És un peix marí, associat als esculls i de clima tropical.

## Distribució geogràfica
Es troba a Eritrea.

## Observacions
És inofensiu per als humans.